# Diocèse de Lombez
Le diocèse de Lombez (en latin : Dioecesis Lomberiensis) est un ancien diocèse de l'Église catholique en France.

## Histoire
Le diocèse est créé par le pape Jean XXII, le 11 juillet 1317, et constitué de la partie occidentale du diocèse précédent de Toulouse. Il est suffragant de l'archidiocèse de Toulouse. Il est supprimé par la Constitution civile du clergé (1790). 
À la suite du Concordat de 1801, il n'est pas rétabli : le 29 novembre 1801, le pape Pie VII l'incorpore au diocèse d'Agen. Il est ensuite incorporé au diocèse d'Auch, rétabli le 6 octobre 1822 et qui en relève le titre depuis le 29 juin 1908.

## Territoire
Le diocèse confinait : au nord, avec celui de Montauban ; à l'est, avec celui de Toulouse ; au sud, avec ceux de Rieux et de Comminges ; et, à l'ouest, avec ceux d'Auch et de Lectoure.